# 建元正弘
建元 正弘（たてもと まさひろ、1924年1月1日 - 1997年12月27日）は、日本の経済学者。専門は、近代経済学・国際経済学。学位は、経済学博士（大阪大学・1961年）。大阪大学名誉教授。岡山県出身。

## 略歴

### 学歴
- 1936年4月：岡山県津山中学校入学
- 1937年4月：岡山県第二岡山中学校転入学
- 1941年3月：岡山県第二岡山中学校卒業
- 1943年9月：名古屋高等商業学校卒業
- 1950年3月：京都大学経済学部卒業

### 職歴
- 1950年
  - 5月：名古屋大学経済学部文部教官（国際経済論講座）
  - 11月：名古屋大学経済学部助手
- 1951年：オレゴン大学留学
- 1953年4月：名古屋大学経済学部講師（大学院経済学研究科）
- 1954年4月：名古屋大学経済学部助教授
- 1956年5月：大阪大学経済学部附属社会経済研究室（現・社会経済研究所）助教授
- 1961年8月：ペンシルベニア大学ウォートン・スクール留学（1962年8月まで）
- 1965年3月：京都大学経済研究所助教授（資源経済研究部門 7月、教授昇任）
- 1972年4月：大阪大学経済学部教授（経済学科金融論講座）
- 1976年4月：大阪大学経済学部教授（大学院公共経済学専攻公共経済学講座）
- 1977年7月：大阪大学経済学部長（1979年7月まで）[1]
- 1987年：帝塚山大学教授

#### 学外における役職
- 1980年5月　関西経済研究センター理事
- 1984年6月　日本経済研究センター理事

## 著書

### 単著
- 『貿易の計量的分析』<大阪大学経済学部社会経済研究施設研究叢書第17冊>（大阪大学経済学部附属社会経済研究施設、1963年）
- 『日本経済を生かすもの-企業と政府のあり方-』（日本経済新聞出版社、1969年）
- 『外国貿易と国際収支-近代経済理論による分析-（新版）』（創文社、1970年）
- 『沙羅利満氏の経済教室』（東洋経済新報社、1982年）

### 共著
- 『経済行動の計量的分析』<大阪大学経済学部社会経済研究室研究叢書第8冊>（上野裕也との共著、大阪大学経済学部社会経済研究室、1957年）
- 『円切り上げ-影響と展望-』（内田光穂との共著、日本放送出版協会、1971年）
- 『所得分析』<現代経済学4>（小泉進との共著、岩波書店、1972年）
- 『社会人のための計量経済学』（真継隆との共著、日本経済新聞出版社、1973年）

### 編著
- 『現代の経済学　第1』（渡部経彦との編著、日本経済新聞出版社、1970年）
- 『現代の経済学　第2』（渡部経彦との編著、日本経済新聞出版社、1970年）
- 『日本経済の計量分析-リーディングス-』（市村真一との編著、東洋経済新報社、1970年）
- 『現代の経済学　3-公共経済学の応用-』（渡部経彦との編著、日本経済新聞出版社、1971年）
- 『経済と計画-現代経済学への招待-』<NHK市民大学叢書>（熊谷尚夫との編著、日本放送出版協会、1972年）
- 『現代の経済学　4-国内均衡と国際均衡-』（渡部経彦との編著、日本経済新聞出版社、1972年）
- 『現代の経済学　5-経済政策の新次元-』（渡部経彦との編著、日本経済新聞出版社、1972年）

### その他
- 日本経済研究センター著、建元正弘編『国際貿易の計量分析』<日本経済研究センター双書>（日本経済新聞出版社、1969年）